# Villa Kleineh
La Villa Kleineh (en finnois : Kleinehin huvila) est un bâtiment situé dans le quartier de Kaivopuisto à Helsinki,. 

## Histoire

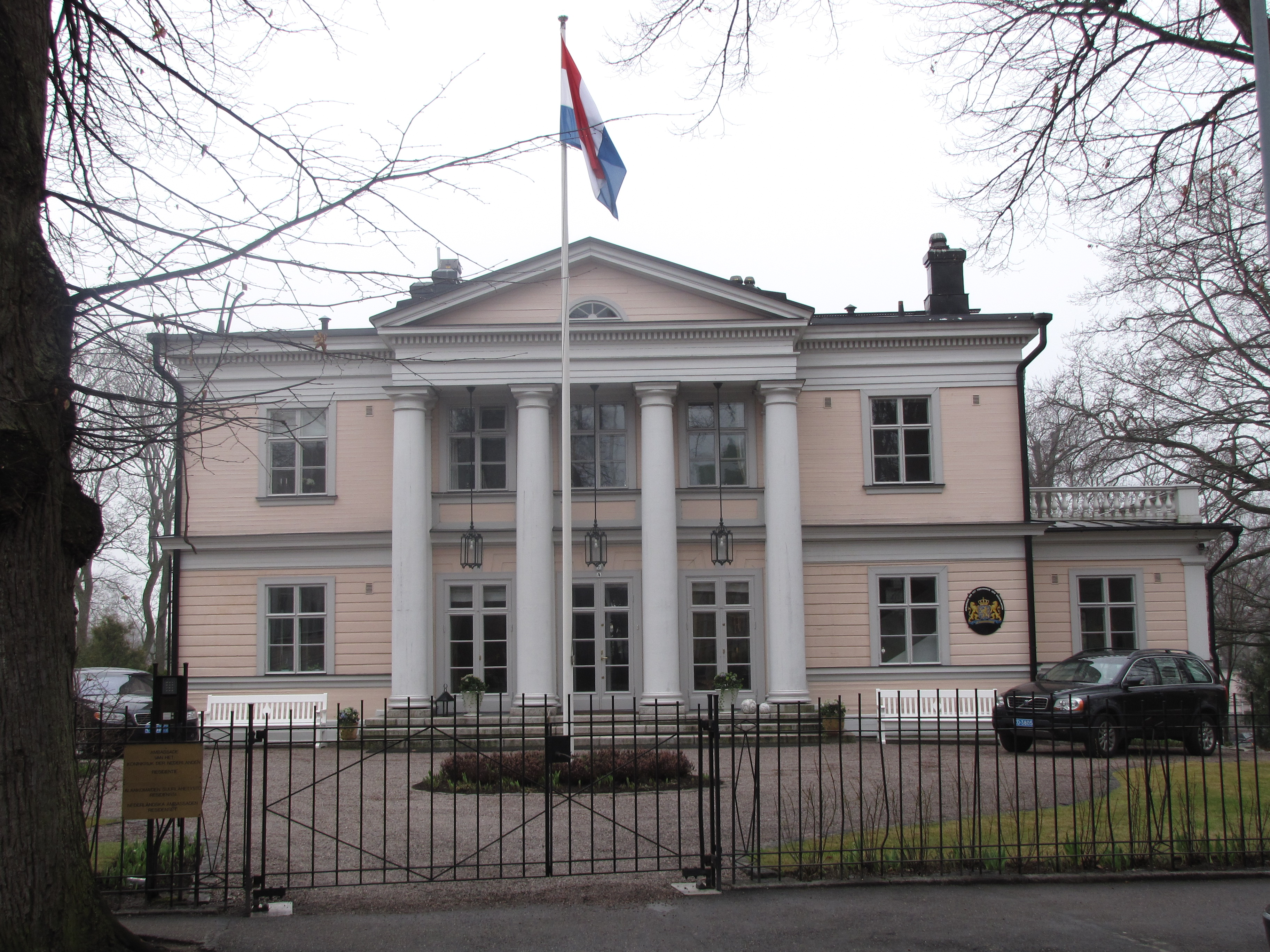
L'ambassade des Pays-Bas

La villa Kleineh, aussi appelée Maison Adlercreutz, est construite en 1839 selon les plans de Carl Albert Edelfelt à proximité de l’établissement de bains de Ullanlinna.
La villa est construite pour la société fondée par Viktor Hartwall, A. W. Asteniuksen et J. A. Decker, qui la loue aux utilisateurs de l'établissement de bains voisin.
Le restaurateur Louis Kleineh (fi) achète la villa en 1857 pour y élire domicile et sa famille en restera propriétaire jusqu'en 1928.
C'est de cette époque que la villa devient Villa Kleineh.
La villa est agrandie en 1858 par Jean Wik et en 1872 par Theodor Decker.
En 1928, Leopold Lerche, le directeur de la société Nobel Standard achète la villa et demande à Birger Federley d'opérer des modifications  plus importantes que les précédentes.
Son aspect classique actuel date de cette rénovation opérée en 1929 par Birger Federley.
De nos jours elle abrite  l'ambassade des Pays-Bas à Helsinki.